# Vágyakozás (film, 1938)
A Vágyakozás (eredeti francia címe: Nostalgie) Victor Tourjansky (V. K. Turjanszkij) rendezésében készült, 1938-ban bemutatott fekete–fehér francia játékfilm,  Puskin „A postamester" című elbeszélésének francia filmváltozata. 
Magyarországon 1940. augusztus 23-án mutatták be.

## Cselekménye
Virin falusi postamester leánya, Dunya szép fiatal teremtés. Apja elzárja a világtól, mert benne találja minden örömét. Egy alkalommal pétervári tisztek húzódnak be hozzájuk a zápor elől, és Minsky hadnagy udvarolni kezd Dunyának, aki Raditch ezredest is elbájolta. Amikor a tisztek továbbindulnak, a hadnagy betegséget színlelve a postamester házában marad, meghódítja a lányt és két nappal később Pétervárra szökteti. 
Minsky vőlegény, és mielőbb meg kéne tartania az esküvőt, mert hitelezői szorongatják. Csakhogy beleszeretett Dunyába és őt akarja feleségül venni, miután felbontja eljegyzését. Az ezredes viszont ragaszkodik az eredeti menyasszony személyéhez, hogy Minsky vagyoni helyzete rendbe jöjjön. 
Az ezredes megtalálja a módját, hogy megmentse Minsky karrierjét: rábeszéli Dunyát, hogy ne álljon a hadnagy jövőjének útjába, mert a férfi amúgy sem vehetné őt feleségül. A boldogtalan leány feláldozza érzéseit és vissza akar térni falujukba, de egy szerencsétlen kalandba keveredik és rendőrségi őrizetbe kerül. Miután nincsenek iratai, értesítik apját, aki döbbenten látja viszont féltett leányát a züllött nők között. Dunyát magához veszi, majd Minskyhez megy, hogy elégtételt vegyen a sérelemért. Ezt az összetűzést Dunya nem bocsátja meg apjának, aki egyedül, megtörve tér haza. Éjjel öngyilkosságot követ el, de a szolga megmenti. Másnap a fiatal pár is a postaállomásra érkezik: a hadnagy lemondott rangjáról, hogy feleségül vehesse a vagyontalan falusi leányt.

## Egy régi kritikából
Egy korabeli méltatás szerint a rendező „az irodalmi művet tökéletes filmszerű kifejezésekkel ültette át a mozgókép művészetébe", a főszereplő Harry Baur pedig „itt talán valamennyi híres alakítását felülmúlja". 

## Főbb szereplők
- Harry Baur – Virine, a postamester
- Janine Crispin – Dunya, a leánya
- George Rigaud – André Minsky hadnagy
- Charles Dechamps – Raditch ezredes
- Christiane Ribes – Liza
- Marcel Pérès – Virine szolgája
- Gina Manès – Olga
- Jean Sinoël – orvos
- René Dary – kapitány